# Euriàpsids
Els euriàpsids (Euryapsida) són un grup de sauròpsids que es distingeixen perquè tenen una sola obertura darrera l'òrbita ocular, la finestra temporal. Són diferents dels sinàpsids per la situació precisa d'aquesta obertura. Actualment es pensa que de fet els euriàpsids són diàpsids (amb dues finestres temporals i no una de sola) que han perdut la finestra inferior.